# Emilio Frugoni
Emilio Frugoni Queirolo (Montevideo, 30 de marzo de 1880 - Montevideo, 28 de agosto de 1969) fue un abogado, escritor, poeta, decano de la Facultad de Derecho de la Universidad de la República y parlamentario uruguayo, siendo el primer diputado socialista en Uruguay.
Fue el principal fundador del partido Socialista del Uruguay, su primer secretario. Actualmente el Movimiento Socialista por él fundado al abandonar el PS es independiente del actual Partido Socialista.

## Biografía
Fue hijo de Domingo Frugoni y Josefina Queirolo y tuvo tres hermanos: Carlos, María Mercedes y Mateo.
En la enseñanza media uno de sus profesores fue Carlos Jovellanos.
A los 16 años ya era director de una publicación estudiantil llamada El Bombo. En ella escribía: "Nosotros seremos como el Bombo, en el sentido estudiantil de la palabra, no callaremos ante ninguna amenaza ni dejaremos sin su correspondiente censura a quien en realidad se lo merezca. Seremos implacables, rectos, justicieros en todo lo que puede serlo una publicación de esta especie. Por otra parte sabemos que El Bombo es el más gracioso de los instrumentos."
Durante la guerra civil de 1904 defiende el gobierno de Batlle, luchando bajo las órdenes del general Muniz, alcanzando el grado de teniente. Terminada la guerra civil, Frugoni decide, en sus propias palabras "no prestarme más a la sanguinaria rivalidad de las divisas (...) para abrir una nueva ruta al criterio político de nuestro pueblo para apartarlo de la arcaica costumbre del tradicionalismo de blancos y colorados, siempre prontos a dirimir sus rivalidades en los campos de batalla."
Estuvo casado con María Rosa Barreto quien falleció en 1942.

## Actividad Política
En diciembre de 1904 Emilio Frugoni realiza su "Profesión de fe socialista" en el local del Teatro Stella d'Italia la cual es publicada, en forma parcial, en el diario El Día. Forma ese año el “Centro obrero socialista”. Se inicia entonces un proceso que culminaría con la fundación del Partido Socialista del Uruguay en 1910, agrupación de la cual fue su primer secretario general.
Diría Frugoni poco después en "El Socialismo no es la violencia, ni el despojo, ni el reparto": "El Partido Socialista, que es revolucionario por sus fines, no es revoltoso por sus medios, y no desea lanzar a los proletarios a una lucha estéril ni aspira a poner en manos de la clase obrera todo el poder político antes de que este haya logrado dentro de las normas pacíficas que permiten el desarrollo de su organización y de su capacidad cívica, la posibilidad de sustentarlo en la voluntad consciente de la nación (...) combatimos el orden burgués, el orden social, económico y jurídico que se funde en las desigualdades de clase y las consagra, pero no alteramos el "orden público" poniéndonos al margen de la ley (...) no nos colocamos en posición subversiva frente a nuestro orden constitucional".
Frugoni fue electo por primera vez como representante nacional, cargo comúnmente denominado como "diputado", en las elecciones de 1910. Esto debido a la abstención del Partido Nacional de aquella elección y a la creación de una coalición de los socialistas con los liberales del efímero Partido Liberal, para presentar una lista a diputador en Montevideo. Reuniendo menos de mil votos entre ambos, fueron electos tanto Pedro Díaz, por los liberales, como Emilio Frugoni por los socialistas. De este modo, el doctor Emilio Frugoni se convirtió, a partir del 15 de febrero de 1911, en el primer parlamentario socialista de la historia del país.
Al asumir su cargo en el parlamento dice: "(...) yo no he venido aquí a hacer escuela de decir agradable, envolviendo en delicados eufemismos las asperezas del pensamiento, sino que he venido a decir la verdad desnuda con el acento sincero y algunas veces agresivo que ha dejado en mis labios la costumbre de hablar llanamente en las tumultuosas asambleas populares."
El 28 de noviembre de 1911, dice lo siguiente, a los 31 años y ya parlamentario:
"En épocas futuras en que los productos del trabajo
se distribuyan más equitativamente , en que las sociedades descansen sobre una base de justicia y equidad,
En que la sociedad sea más armónica y también más humana, la mujer no tendrá necesidad de sacrificar ninguna de sus cualidades morales ni ninguna de sus gracias naturales para dar preferencia al intelectualismo absorbente o al trabajo remunerador;..."
En el parlamento siempre denunció la corrupción y una anécdota relacionada con ello se produce por un incidente con el diputado colorado Pelayo, con quien poco antes estuvo a punto de batirse a duelo. El diputado le dice a Frugoni " El diputado Frugoni da más en la herradura que en el clavo" y Frugoni contesta "No es mi culpa que el Señor Diputado se mueva tanto".
En la Asamblea Constituyente de 1916, defiende el voto secreto, da batalla a favor de los derechos de la mujer, de las autonomías municipales, del otorgamiento de carta de ciudadanía a los extranjeros.

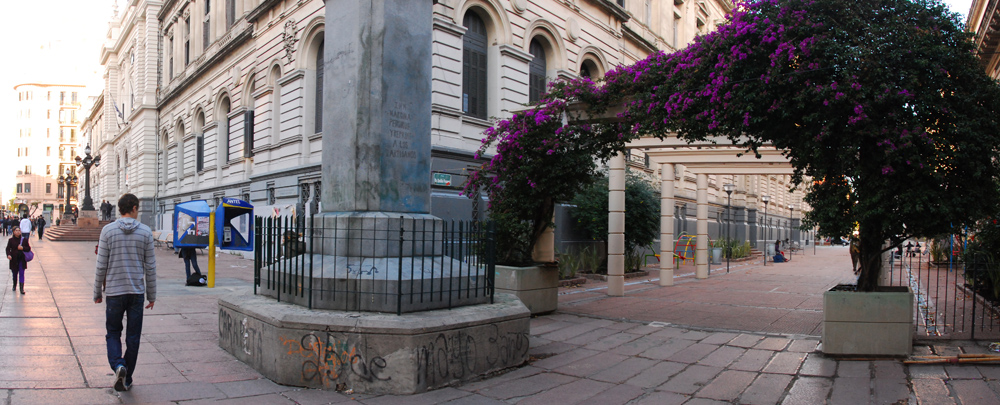
Pasaje Emilio Frugoni, al costado de la Facultad de Derecho de la Universidad de la República.

Vuelve a ser diputado entre febrero de 1920 y abril de 1921, en que solicita licencia para poder discutir en el seno de su partido el tema de la Revolución Rusa. En un congreso realizado a fin de discutir 21 condiciones planteadas por la Tercera Internacional como condición para adherir a ella, el Partido Socialista se convierte en Partido Comunista de Uruguay. Frugoni, que rechaza las 21 condiciones, renuncia a su banca en el parlamento y se dedica a refundar el Partido Socialista.
Las 21 condiciones, planteadas como estrategia revolucionaria a nivel mundial, sostenían que los comunistas no podían confiarse en la legalidad burguesa y debían crear en paralelo una organización clandestina, los partidos debían constituirse "con una disciplina de hierro, semejante a la disciplina militar". Se debían llevar a cabo depuraciones periódicas para eliminar elementos arribistas, y los adherentes al partido que rechazaran las condiciones y las tesis establecidas por la Internacional Comunista deberían ser excluidos del partido.
Vuelve a ser electo diputado por el Partido Socialista en 1929, ese año el Partido Comunista obtiene 3.911 votos y el Partido Socialista 2.931.
La oposición a la dictadura de Terra, extendida entre 1933 y 1938, lo lleva a ser detenido primero y desterrado después. Vuelve electo diputado en 1934, oponiéndose a la dictadura en el propio parlamento, en momentos que Terra asume. Cuando éste va a jurar como presidente Frugoni grita: "Ese juramento no tiene valor, porque el doctor Terra ha demostrado que no cumple lo que jura". Debido a ello, se tiene que retirar del parlamento luego de ser agredido por la policía y se va caminando desde el Palacio Legislativo hasta la sede del Partido Socialista en Casa del Pueblo.
En 1940 presenta en el parlamento el proyecto de creación del "Instituto de Colonización y Reforma Agraria".
En 1943 es designado, por el gobierno del presidente Juan José de Amézaga, Enviado Extraordinario y Ministro Plenipontenciario del Uruguay en la Unión Soviética y permaneció en ese cargo desde 1944 a 1946, producto de esa estadía en la URSS escribe el libro "La Esfinge Roja", en el cual hace un diagnóstico de la situación en la URSS en esa época. Otros libros publicados "Génesis, esencia y fundamentos del Socialismo", "Las tres dimensiones de la democracia", "De Montevideo a Moscú", "Poemas Montevideanos", "Ensayos sobre el Marxismo", "La revolución del machete".
En 1946 renuncia a su cargo y vuelve a Montevideo, es muy crítico de la realidad de la URSS, sostiene, entre otras cosas, que:
"La suerte del ciudadano soviético, sobre todo en le área de su destino individual, sufre el agobio del criterio con que se dirige y gobierna la nación, en los cánones de un estrecho fanatismo pseudos colectivista que pone los ojos solamente en la masa y desdeña fijarlos un instante en el individuo, cuyos padecimientos pasan a muy retirado término ante los fines generales de la colectividad o el Estado, que se persiguen por encima de todo, inflexible e inexorablemente" (La Esfinge Roja, 1948)
En enero de 1963 renuncia al Partido Socialista por discrepancias internas, principalmente motivadas por la unión electoral con el diputado Enrique Erro, la creación de la denominada Unión Popular y por la pérdida de toda la representación parlamentaria (muy previamente anunciada por Frugoni).
Fiel a los postulados del socialismo democrático, y convencido de la concepción marxista de la “evolución revolucionaria”, Frugoni encara la construcción del Movimiento Socialista, con el fin de restituir los principios por los que luchó desde aquella "Declaración de fe socialista" de 1904.
En 1966 se presenta a las elecciones. Con 86 años de edad, Emilio Frugoni escribe una carta reproducida por casi toda la prensa del momento, titulada "Carta sin sobre a los socialistas" en la cual entre otras cosas sostiene "Me doy cuenta que afrontar una campaña electoral es además una aventura económica. Para contribuir a los gastos entregaré el único bien de que puedo disponer, mi biblioteca, a fin de que sea vendida en la forma que se considere más conveniente, si es necesario en subasta pública."
En 1967 el gobierno de Jorge Pacheco Areco decreta la clausura de El Sol, retira la personería jurídica al Partido Socialista y cierra la sede del Partido Socialista, la Casa del Pueblo. En ese momento, cuando el poder ejecutivo insinúa la posibilidad de entregar la sede al Movimiento Socialista, Frugoni responde:

" Tenemos clara y definida orientación política. No es esta oportunidad para ventilar discrepancias con las otras fuerzas en el campo de la izquierda ni admitiremos que de ella sea árbitro el Poder Ejecutivo ni ningún otro órgano de gobierno. No aceptaremos ventajas provenientes de medidas represivas ni toleraremos ningún atropello atentatorio contra el ejercicio de derechos esenciales". (Semanario Marcha 22-12-67)
A su muerte es velado en Casa del Pueblo. 
El "MOVIMIENTO SOCIALISTA EMILIO FRUGONI", fundado el 1º de mayo de 1963 por el mismo Emilio Frugoni, en la actualidad 2021, se mantiene independiente. 
Sobre Frugoni escribió Guillermo Chifflet lo siguiente: "En Emilio Frugoni hubo coherencia, armonía excepcional entre el poeta y el socialista, el militante y el creador, el político y su palabra. Dijo Arturo Ardao que Frugoni resultó ser, a la vez y con profunda unidad, hombre de ciencia, hombre de arte y hombre de acción."
Cuando se le nombra Embajador de Uruguay en la Unión Soviética, el doctor Eduardo Rodríguez Larreta, destacó que “las ideas de Frugoni han impreso un sello indeleble –dijo- a la evolución del pensamiento nacional”. “Sus ideas han hecho camino, arrojando sus simientes en muchos de los hombres y en muchos de los partidos del país que a veces repetimos –tal vez sin saberlo- las ideas que hemos recogido de sus palabras o de sus libros”.

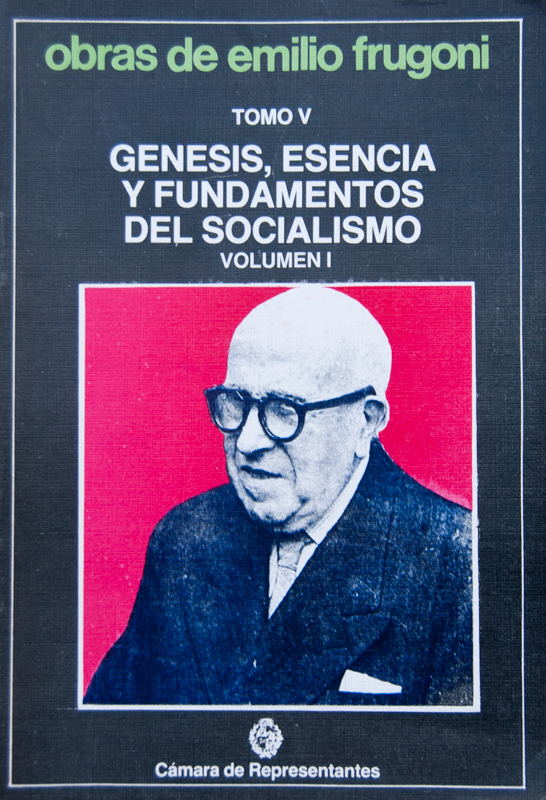
Tapa de libro de la colección completa de obras del Dr. Emilio Frugoni.

## Cargos Universitarios
Fue dirigente de la Asociación de Estudiantes de Derecho, docente de la cátedra de Legislación del Trabajo y Previsión Social, Facultad de Derecho y Ciencias Sociales en 1927. Y también fue Decano de la Facultad de Derecho y Ciencias Sociales en 1933.

## Actividad literaria
Frugoni fue también un destacado literato. A principios del siglo XX, su obra se publicó en Apolo (revista de arte y sociología, dirigida por Manuel Pérez y Curis)

## Reconocimientos

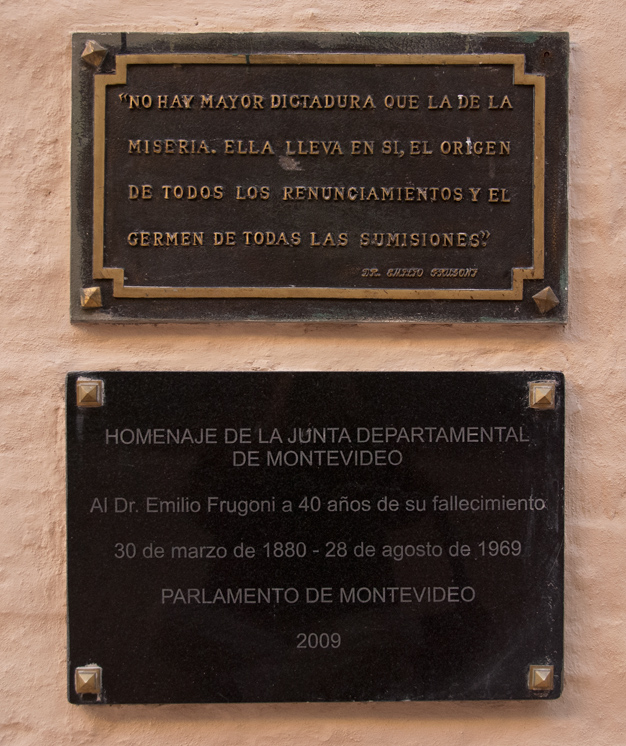
Imagen de las placas puestas por la Junta Departamental de Montevideo en el Pasaje Emilio Frugoni.

Premio "Derechos Humanos 1966". Otorgado por el Ejecutivo Sudamericano del Congreso Judío Mundial en 1966
El 28 de agosto de 2009 al cumplirse 40 años del fallecimiento del Dr. Emilio Frugoni, la junta Departamental de Montevideo, colocó en el denominado Pasaje Emilio Frugoni, situado al costado del edificio central de la Universidad de la República, una placa en su honor.